# 中华孔螂
中华孔螂（学名：Poromya sinica）是笋螂目砂蛤科砂蛤属的一种。其种加词sinica，意为“中华的”。

## 分佈
主要分布于中国大陆。
常栖息在水深105-129米砂质泥或泥质砂。